# Stanisław Niesiołowski
Stanisław Niesiołowski (ur. 17 kwietnia 1880 w Pszczółczynie, zm. 18 czerwca 1927 w Bydgoszczy) – działacz narodowy i społeczny, starosta powiatu bydgoskiego.

## Życiorys
Urodził się 17 kwietnia 1880 r. w Pszczółczynie w pow. szubińskim, w rodzinie Andrzeja i Heleny z Bogusławskich. Stał się właścicielem majątku ziemskiego w Bielicach pod Bydgoszczą. Z miastem tym łączyły go liczne więzi. Działał w Towarzystwie Czytelni Ludowych.
W końcu I wojny światowej uczestniczył w pracach na rzecz powrotu Bydgoszczy i Krajny do Polski. Po utworzeniu Podkomisariatu Naczelnej Rady Ludowej na Obwód Nadnotecki z siedzibą w Bydgoszczy został doradcą i współpracownikiem podkomisarza Melchiora Wierzbickiego. W Podkomisariacie powierzono mu sprawy administracyjne. Został delegatem polskim przy landraturze bydgoskiej. Wszedł w skład delegacji polskiej przejmującej w imieniu władz polskich 19 stycznia 1920 r. Bydgoszcz w rąk niemieckich. Od 20 stycznia 1920 r. do śmierci sprawował (jako pierwszy Polak) urząd starosty bydgoskiego i przewodniczącego Wydziału Powiatowego. Był członkiem wielu organizacji i towarzystw polskich. Jeden z założycieli i członek Klubu Polskiego. Przyczynił się do powstania we wrześniu 1921 r. Towarzystwa Zachęty Sztuk Pięknych w Bydgoszczy, mającego za zadanie popularyzowanie sztuki polskiej i wspierania miejscowego środowiska plastycznego. Czynnie występował na rzecz spolszczenia przemysłu i handlu w Bydgoszczy i powiecie bydgoskim. Był długoletnim prezesem Spółki Akcyjnej „Karbid Wielkopolski” w Smukale oraz przewodniczącym Powiatowej Kasy Oszczędności, członkiem Rady Nadzorczej Banku M. Stadthagen Tow. Akc. w Bydgoszczy, członkiem honorowym Bractwa Strzeleckiego, członkiem Bydgoskiego Towarzystwa Wioślarskiego. Pierwszy prezes i członek honorowy Związku Cywilnych Niewidomych w Bydgoszczy. 14 grudnia 1924 r. został mianowany Dożywotnim Honorowym Członkiem Towarzystwa Opieki nad Niewidomymi w Bydgoszczy. 
Zmarł 18 czerwca 1927 r. w Bydgoszczy. Został pochowany 21 czerwca 1927 r. na cmentarzu Nowofarnym.

## Ordery i odznaczenia
- Krzyż Oficerski Orderu Odrodzenia Polski (7 listopada 1925)[2]